# Хромей, Михаил Иванович
Михаи́л Ива́нович Хроме́й (укр. Михайло Іванович Хромей; род. 19 ноября 2003, Ивано-Франковск) — украинский футболист, полузащитник донецкого «Шахтёра».

## Клубная карьера
На юношеском уровне выступал за «Металлист», «Нику» (Ивано-Франковск) и «Буковину». В 2018 году перешёл в «Шахтёр». В 2020 году дебютировал за юношескую (U-19) команду «горняков», а в следующем году — за «молодёжку» «Шахтёра».
Летом 2021 года отправился на просмотр в «Мариуполь», в составе которого сыграл в победном (2:0) товарищеском матче против земляков из «Яруда». В конце июня того же года «приазовцы» заключили с «Шахтёром» арендный договор о молодым полузащитнике сроком на один сезон. Дебютировал на официальном уровне за мариупольский клуб 23 июля 2021 в ничейном (1:1) выездном поединке 1-го тура Премьер-лиги против «Львова». Михаил вышел на поле на 80-й минуте, заменив Дмитрия Мишнёва.

## Карьера в сборной
В 2020 году провел 2 поединка в футболке юношеской сборной Украины (U-17).